# Список лиц, лишённых звания Героя Социалистического Труда

Список содержит информацию о людях, лишённых звания Героя Социалистического Труда: фамилию, имя, отчество, даты жизни, занимаемую должность на момент награждения, даты Указов Президиума Верховного Совета СССР (или Президента СССР) о награждении и лишении. В списке приведены сведения о 88 лицах, которые по разным причинам были лишены высшей степени отличия за труд, а также о 43 лицах, в отношении которых Указы были впоследствии отменены как необоснованные (что подразумевало незаслуженное или незаконное награждение). Ещё 3 человека были лишены только второй медали «Серп и Молот», то есть перестали быть дважды Героями Социалистического Труда, но остались Героями Социалистического Труда.

## История лишения звания
Первый случай лишения звания Героя Социалистического Труда произошёл 20 мая 1946 года, когда Президиум Верховного Совета СССР лишил всех наград бывшего наркома авиационной промышленности Алексея Ивановича Шахурина в связи с его осуждением по так называемому «авиационному делу». Однако после смерти Сталина полностью отбывший 7-летний срок А. И. Шахурин был реабилитирован, и Указом от 2 июня 1953 года звание Героя было ему возвращено.
Впервые Указ о присвоении звания Героя Социалистического Труда был отменён, как необоснованный, 9 февраля 1949 года, в отношении таджикского колхозника Умара Камолова, награждённого менее года назад.
В 1950 году было лишено звания в общей сложности 15 работников сельского хозяйства. Первым из них 11 января 1950 года оказался председатель колхоза из Харьковской области Николай Штанько, награждённый в 1948 году за рекордный урожай ржи.
Самым «урожайным» оказался 1952 год: 3 человека были лишены звания Героя Социалистического Труда, для 18 человек Указ был отменён и 2 человека лишены только второй золотой медали «Серп и Молот».
Последним случаем лишения высшего трудового звания в СССР стал Указ Президента СССР от 16 июля 1991 года в отношении бывшего первого секретаря Ташкентского обкома партии Мирзамахмуда Мусаханова, проходившего по «хлопковому делу».
Наиболее часто в списках лишённых и отменённых встречались труженики Грузинской и Казахской ССР (по 21 человеку), Узбекской ССР (17 человек), Таджикской ССР (15 человек), Туркменской ССР (9 человек, из которых 1 лишён звания дважды Героя Социалистического Труда и 2 человека лишены только второй золотой медали «Серп и Молот»).
Всего известно лишь 13 случаев возвращения звания Героя Социалистического Труда лицам, которые были его лишены (одному человеку звание было присвоено заново, семеро были восстановлены в звании ещё в советский период, а двое — после распада СССР). Ещё трём Героям Социалистического Труда звание было возвращено после отмены Указа о награждении (все трое — в постсоветский период).
- Серым цветом  в таблице выделены Герои, лишённые звания посмертно.
- Бежевым цветом  выделен и не включён в нумерацию Н. С. Твердохлеб — единственный, кто был лишён наград, но впоследствии удостоен звания Героя Социалистического Труда за новые заслуги.

## Лица, лишённые звания Героя Социалистического Труда

### Лишённые звания трижды Героя Социалистического Труда
| № | Фамилия, имя, отчество    | Даты жизни              | Занимаемая должность                                                                  | Дата присвоения                  | Дата лишения | ГС       |
| - | ------------------------- | ----------------------- | ------------------------------------------------------------------------------------- | -------------------------------- | ------------ | -------- |
| 1 | Сахаров Андрей Дмитриевич | 21.05.1921 — 14.12.1989 | Конструктор, руководитель научной группы в КБ-11, гор. Арзамас-16 Горьковской области | 04.01.1954 11.09.1956 07.03.1962 | 08.01.1980   | [ ГС 1 ] |

### Лишённые звания дважды Героя Социалистического Труда
| № | Фамилия, имя, отчество | Даты жизни        | Занимаемая должность                                                      | Дата присвоения       | Дата лишения | ГС       |
| - | ---------------------- | ----------------- | ------------------------------------------------------------------------- | --------------------- | ------------ | -------- |
| 1 | Овезов Бояр            | 1900 — 28.06.1968 | Председатель колхоза «8 марта» Куня-Ургенчского района Ташаузской области | 05.04.1948 14.02.1957 | 15.06.1964   | [ ГС 2 ] |

### Лишённые звания Героя Социалистического Труда
| №         | Фамилия, имя, отчество                | Даты жизни              | Занимаемая должность | Дата присвоения | Дата лишения | ГС        |
| --------- | ------------------------------------- | ----------------------- | --- | --------------- | ------------ | --------- |
| 1         | Абдрахманов Турубай                   | 1913 — ????             | Бригадир колхоза «Эркин» Куршабского района Ошской области                                                                                           | 26.03.1948      | 19.07.1963   | [ ГС 3 ]  |
| 2         | Аймеков Умурзак                       | род. 1940               | Старший чабан совхоза «Коммунизм» Навоийского района Бухарской области                                                                               | 01.03.1965      | 26.08.1983   | [ ГС 4 ]  |
| 3         | Алиев Абубакир                        | 1921 — ????             | Звеньевой колхоза имени Энгельса Гиссарского района Сталинабадской области                                                                           | 02.06.1948      | 09.06.1950   | [ ГС 5 ]  |
| 4         | Алиев Бендалы Муталла оглы            | 1911 — ????             | Председатель колхоза имени Джапаридзе Карягинского района Азербайджанской ССР                                                                        | 10.03.1948      | 26.01.1952   | [ ГС 6 ]  |
| 5         | Алиев Хаккула                         | 1912 — ????             | Главный агроном Пролетарского районного отдела хлопководства Ленинабадской области                                                                   | 26.06.1951      | 04.02.1971   | [ ГС 7 ]  |
| 6         | Аннамухаммедова Кызылгуль             | род. 15.10.1921         | Председатель колхоза «Коммунизм» Туркмен-Калинского района Марыйской области                                                                         | 07.03.1960      | 23.08.1989   | [ ГС 8 ]  |
| 7         | Ачилов Дагар                          | 1909 — ????             | Председатель колхоза «8 марта» Иштыханского района Самаркандской области                                                                             | 11.01.1957      | 21.09.1966   | [ ГС 9 ]  |
| 8         | Бабаев Бетчи                          | 1913 — ????             | Председатель колхоза «Коммунизм» Ильялинского района Ташаузской области                                                                              | 30.06.1950      | 16.06.1962   | [ ГС 10 ] |
| 9         | Байтурсунов Садыкул                   | 1898 — ????             | Председатель колхоза «Каирма» Ворошиловского района Фрунзенской области                                                                              | 26.03.1948      | 16.03.1950   | [ ГС 11 ] |
| 10        | Берия Лаврентий Павлович              | 29.03.1899 — 23.12.1953 | Народный комиссар внутренних дел СССР, Генеральный комиссар государственной безопасности, гор. Москва                                                | 30.09.1943      | 31.12.1953   | [ ГС 12 ] |
| 11        | Бойко Сергей Кузьмич                  | 27.05.1913 — 22.12.2000 | Председатель колхоза имени Ленина Кременчугского района Полтавской области                                                                           | 25.12.1959      | 27.04.1961   | [ ГС 13 ] |
| 12        | Бурханов Музафар                      | 1909 — ????             | Председатель колхоза имени Кирова Комсомольского района Самаркандской области                                                                        | 12.07.1949      | 02.02.1953   | [ ГС 14 ] |
| 13        | Гаипов Рузмет Гаипович                | 05.03.1922 — 25.03.1985 | Первый секретарь Кашкадарьинского обкома Компартии Узбекистана                                                                                       | 06.03.1980      | 08.12.1987   | [ ГС 15 ] |
| 14        | Гулевич Моисей Васильевич             | 14.12.1919 — 18.06.1992 | Комбайнёр Кемеровской МТС Кемеровского района Кемеровской области                                                                                    | 11.01.1957      | 14.11.1988   | [ ГС 16 ] |
| 15        | Джаудеков Джилыбай                    | 1893—1977               | Заведующий коневодством колхоза «Эмгек» Уйгурского района Алма-Атинской области                                                                      | 23.07.1948      | 02.03.1951   | [ ГС 17 ] |
| 16        | Джибгашвили Форе Георгиевич           | 1910 — ????             | Звеньевой колхоза «Ленинис Андерзи» Лагодехского района Грузинской ССР                                                                               | 03.07.1950      | 29.01.1962   | [ ГС 18 ] |
| 17        | Дуанбаев Чаймкул                      | 15.06.1909 — 12.12.1995 | Старший табунщик колхоза «Красный Восток» Меркенского района Джамбулской области                                                                     | 23.07.1948      | 06.02.1951   | [ ГС 19 ] |
| 18        | Дустов Кара                           | 1902 — ????             | Председатель колхоза «XIX партсъезд» Орджоникидзеабадского района Таджикской ССР                                                                     | 17.01.1957      | 17.11.1964   | [ ГС 20 ] |
| 19        | Дятлов Яков Степанович                | 1882 — ????             | Звеньевой колхоза «Новый путь» Канского района Красноярского края                                                                                    | 21.02.1949      | 19.08.1950   | [ ГС 21 ] |
| 20        | Ермолов Анатолий Никанорович          | 01.05.1913 — 12.11.1977 | Председатель колхоза «Ударник полей» Промышленновского района Кемеровской области                                                                    | 25.02.1949      | 25.09.1950   | [ ГС 22 ] |
| 21        | Заварза Пётр Калинович                | 19.06.1913 — 09.03.1995 | Машинист врубовой машины шахты № 1 Центральная комбината «Артёмуголь» Министерства угольной промышленности западных районов СССР, Сталинская область | 28.08.1948      | 06.03.1986   | [ ГС 23 ] |
| 22        | Зайцев Павел Терентьевич              | 1906 — ????             | Председатель колхоза «Новь» Рождественско-Хавского района Воронежской области                                                                        | 07.05.1948      | 25.09.1950   | [ ГС 24 ] |
| 23        | Зиябеков Ходжа                        | 1914 — ????             | Председатель колхоза имени Сталина Орджоникидзеабадского района Таджикской ССР                                                                       | 17.01.1957      | 17.11.1964   | [ ГС 25 ] |
| 24        | Икрамов Мамадали                      | 1911 — ????             | Председатель колхоза «Ленинград» Наманганского района Наманганской области                                                                           | 11.01.1957      | 01.11.1966   | [ ГС 26 ] |
| 25        | Инашвили Авраам Ильич                 | 1901—1960               | Звеньевой колхоза «Шрома» Лагодехского района Грузинской ССР                                                                                         | 21.02.1948      | 29.01.1962   | [ ГС 27 ] |
| 26        | Каландаров Халим                      | 1914 — ????             | Председатель колхоза имени Ворошилова Курган-Тюбинского района Таджикской ССР                                                                        | 17.01.1957      | 28.02.1977   | [ ГС 28 ] |
| 27        | Камалов Каллибек                      | род. 18.03.1926         | Первый секретарь Каракалпакского обкома Компартии Узбекистана                                                                                        | 10.12.1973      | 15.06.1990   | [ ГС 29 ] |
| 28        | Карабаки Георгий Ильич                | 1922 — ?                | Звеньевой колхоза имени Бакрадзе Маяковского района Грузинской ССР                                                                                   | 09.08.1949      | 05.09.1960   | [ ГС 30 ] |
| 29        | Каримова Максудахон                   | род. 1927               | Бригадир колхоза имени Димитрова Ферганского района Ферганской области                                                                               | 10.12.1973      | 21.05.1987   | [ ГС 31 ] |
| 30        | Керимов Гасан Рза оглы                | 05.01.1925 — 1983       | Старший чабан колхоза имени С. Орджоникидзе Бардинского района Азербайджанской ССР                                                                   | 22.03.1966      | 28.01.1985   | [ ГС 32 ] |
| 31        | Коноплёв Пётр Тимофеевич              | 1909 — ????             | Директор зернового совхоза «Тихорецкий» Министерства совхозов СССР, Тихорецкий район Краснодарского края                                             | 11.02.1949      | 26.12.1950   | [ ГС 33 ] |
| 32        | Коротеев Алексей Михайлович           | 1900 — ????             | Бригадир колхоза «Новь» Рождественско-Хавского района Воронежской области                                                                            | 07.05.1948      | 30.06.1951   | [ ГС 34 ] |
| 33        | Кошкин Пётр Степанович                | 10.07.1929 — 02.04.2009 | Комбайнёр совхоза «Степной» Родинского района Алтайского края                                                                                        | 13.12.1972      | 19.04.1982   | [ ГС 35 ] |
| 34        | Кравчик Яков Евстафьевич              | род. 1922               | Бригадир тракторной бригады Ямпольской МТС Ямпольского района Винницкой области                                                                      | 26.02.1958      | 22.11.1961   |           |
| 35        | Кремнев Григорий Семёнович            | 1911 — ????             | Председатель колхоза «Новый путь» Канского района Красноярского края                                                                                 | 07.01.1948      | 19.08.1950   | [ ГС 36 ] |
| 36        | Кулбаев Маман                         | 17.07.1917 — ????       | Заведующий коневодческой фермой колхоза «Киргиз-Гава» Ачинского района Джалал-Абадской области                                                       | 15.09.1948      | 09.03.1988   | [ ГС 37 ] |
| 37        | Кулумбетов Мусабай                    | 1921 — ????             | Заведующий овцеводческой фермой колхоза «Овцевод» Шаульдерского района Южно-Казахстанской области                                                    | 12.07.1949      | 23.11.1953   | [ ГС 38 ] |
| 38        | Курбанов Паттык                       | 15.09.1907 — ????       | Старший чабан каракулеводческого совхоза «Уч-Аджи» Министерства внешней торговли СССР, Байрам-Алийский район Марыйской области                       | 15.09.1948      | 16.08.1971   | [ ГС 39 ] |
| 39        | Курбанов Сулейман                     | 1911 — ????             | Председатель колхоза «Октябрь» Каракульского района Бухарской области                                                                                | 11.01.1957      | 23.05.1966   | [ ГС 40 ] |
| 40        | Лавренюк Михаил Фёдорович             | 23.05.1923 — 17.12.1990 | Директор совхоза имени Кирова Беляевского района Одесской области                                                                                    | 22.12.1977      | 25.07.1984   | [ ГС 41 ] |
| 41        | Лейтанс Станислав Станиславович       | 1914 — 04.1977          | Председатель колхоза «Авангард» Елгавского района Латвийской ССР                                                                                     | 15.02.1958      | 22.11.1961   | [ ГС 42 ] |
| 42        | Лидо Пётр Николаевич                  | род. 1921               | Бригадир колхоза «Память Ленина» Краснотуранского района Красноярского края                                                                          | 10.04.1948      | 11.10.1963   | [ ГС 43 ] |
| 43        | Мавлянов Рахим                        | 10.05.1910 — 1968       | Первый секретарь Орджоникидзеабадского райкома Компартии Таджикистана                                                                                | 17.01.1957      | 17.11.1964   | [ ГС 44 ] |
| 44        | Мавлянов Сагдулла                     | 1916 — ????             | Председатель колхоза имени Кагановича Джизакского района Самаркандской области                                                                       | 11.01.1957      | 30.05.1969   | [ ГС 45 ] |
| 45        | Макогон Сергей Иванович               | 28.06.1906 — ????       | Управляющий отделением зернового совхоза «Тихорецкий» Министерства совхозов СССР, Тихорецкий район Краснодарского края                               | 11.02.1949      | 26.12.1950   | [ ГС 46 ] |
| 46        | Мурзич Василий Иванович               | 15.05.1909 — 12.08.1979 | Паровозный машинист депо Витебск Западной железной дороги                                                                                            | 05.11.1943      | 09.10.1954   | [ ГС 47 ] |
| 47        | Мусаханов Мирзамахмуд Мирзарахманович | 22.10.1912 — 05.01.1995 | Первый секретарь Ташкентского обкома Компартии Узбекистана                                                                                           | 25.12.1976      | 16.07.1991   | [ ГС 48 ] |
| 48        | Мышко Михаил Николаевич               | 07.11.1914 — 11.05.1998 | Председатель колхозов «Большевик» Поставского района Витебской области                                                                               | 12.12.1973      | 14.04.1978   | [ ГС 49 ] |
| 49        | Натрошвили Георгий Виссарионович      | 1904 — ????             | Председатель колхоза имени Э. Тельмана Лагодехского района Грузинской ССР                                                                            | 21.02.1948      | 29.01.1962   | [ ГС 50 ] |
| 50        | Натрошвили Илья Бессарионович         | 1908 — ????             | Бригадир колхоза «Шрома» Лагодехского района Грузинской ССР                                                                                          | 03.05.1949      | 29.01.1962   | [ ГС 51 ] |
| 51        | Николаев Валентин Васильевич          | 22.06.1913 — 14.05.1979 | Председатель сельхозартели «Путь Ленина» Молотовского района Акмолинской области                                                                     | 11.01.1957      | 03.07.1968   | [ ГС 52 ] |
| 52        | Олимов Толибжон                       | 1908 — ????             | Звеньевой колхоза имени 1 Мая Регарского района Сталинабадской области                                                                               | 23.06.1949      | 09.06.1950   | [ ГС 53 ] |
| 53        | Пушкина (Четырина) Зинаида Ивановна   | род. 1924               | Звеньевая колхоза «Победа» Богородицкого района Тульской области                                                                                     | 28.02.1948      | 12.04.1968   | [ ГС 54 ] |
| 54        | Ринне Зигфрид-Эдмунд Арнольдович      | 29.07.1934 — 08.02.2009 | Механик теплохода «Краслава» Латвийского морского пароходства Министерства морского флота СССР, гор. Рига                                            | 29.07.1966      | 10.01.1983   | [ ГС 55 ] |
| 55        | Рыскулов Муздыбай                     | 1912—1953               | Председатель колхоза «Томар» Каркаралинского района Карагандинской области                                                                           | 23.07.1948      | 03.09.1952   | [ ГС 56 ] |
| 56        | Сабиров Сатар                         | 1923 — ????             | Бригадир колхоза «Каирма» Ворошиловского района Фрунзенской области                                                                                  | 26.03.1948      | 16.03.1950   | [ ГС 57 ] |
| 57        | Саиббаев Хасанбай                     | 1915 — ????             | Председатель колхоза имени Сталина Наманганского района Наманганской области                                                                         | 11.01.1957      | 01.11.1966   | [ ГС 58 ] |
| 58        | Салкин Василий Егорович               | 27.04.1914 — 19.02.1974 | Бригадир тракторной бригады Яльчикской МТС Чувашской АССР                                                                                            | 19.03.1948      | 03.01.1957   | [ ГС 59 ] |
| 59        | Саломатин Пётр Павлович               | 1906 — ????             | Председатель колхоза «Красный Октябрь» Лево-Россошанского района Воронежской области                                                                 | 18.01.1948      | 06.02.1951   | [ ГС 60 ] |
| 60        | Сарджвеладзе Никифор Иванович         | род. 1919               | Директор Ацкурского молочно-плодоводческого совхоза Ахалцихского района Грузинской ССР                                                               | 08.04.1971      | 31.08.1976   | [ ГС 61 ] |
| 61        | Сарыбаев Курбанмет                    | 1909 — ????             | Председатель Совета урожайности колхоза «Большевик» Куня-Ургенчского района Ташаузской области                                                       | 30.06.1950      | 10.12.1952   | [ ГС 62 ] |
| 62        | Семенчук Михаил Ильич                 | 25.12.1929 — 09.06.2010 | Бригадир малой комплексной бригады Усть-Шоношского леспромхоза Архангельского экономического административного района                                | 04.03.1960      | 24.05.1967   | [ ГС 63 ] |
| 63        | Сенчук Иван Ануфриевич                | 1895 — ????             | Звеньевой колхоза «Новый путь» Канского района Красноярского края                                                                                    | 21.02.1949      | 19.08.1950   |           |
| 64        | Синегубов Николай Иванович            | 30.12.1895 — 23.03.1971 | Заместитель Народного Комиссара путей сообщения СССР, гор. Москва                                                                                    | 05.11.1943      | 12.01.1959   | [ ГС 64 ] |
| 65        | Скоромный Даниил Ильич                | 24.12.1912 — 14.06.1992 | Директор Киевской МТС Нуринского района Карагандинской области                                                                                       | 28.03.1948      | 16.01.1951   | [ ГС 65 ] |
| 66        | Стригуль Иван Григорьевич             | 03.03.1920 — 21.10.1998 | Комбайнёр совхоза «Культура» Андреевского района Новосибирской области                                                                               | 11.01.1957      | 05.10.1970   | [ ГС 66 ] |
| 67        | Суханов Джаппар                       | 1908 — ????             | Председатель колхоза имени Э. Тельмана Ильялинского района Ташаузской области                                                                        | 30.06.1950      | 29.01.1962   | [ ГС 67 ] |
| 67.000001 | Твердохлеб Никанор Савватьевич        | 12.07.1913 — ????       | Старший агроном зернового совхоза «Тихорецкий» Министерства совхозов СССР, Тихорецкий район Краснодарского края                                      | 11.02.1949      | 26.12.1950   | [ ГС 68 ] |
| 68        | Ткаченко Константин Данилович         | 17.11.1918 — 08.03.1986 | Бригадир тракторной бригады Горьковского совхоза Ленинградского района Кокчетавской области                                                          | 11.01.1957      | 26.12.1968   | [ ГС 69 ] |
| 69        | Тохтыбакиев Джапа                     | 20.12.1902 — 18.08.1976 | Председатель колхоза «Эмгек» Уйгурского района Алма-Атинской области                                                                                 | 23.07.1948      | 02.03.1951   | [ ГС 70 ] |
| 70        | Тошев Бобомурат                       | род. 1922               | Звеньевой колхоза имени Ленина Шахринауского района Сталинабадской области                                                                           | 03.05.1949      | 09.05.1950   | [ ГС 71 ] |
| 71        | Тураев Гафур                          | 1932 —                  | Звеньевой колхоза имени Калинина Орджоникидзеабадского района Сталинабадской области                                                                 | 01.03.1948      | 17.11.1964   | [ ГС 72 ] |
| 72        | Ульфатов Шариф                        | 1922 — ????             | Бригадир полеводческой бригады хлопкового совхоза «Семеновод» Министерства совхозов СССР, Курган-Тюбинский район Сталинабадской области              | 01.04.1948      | 22.09.1969   | [ ГС 73 ] |
| 73        | Федосеев Анатолий Павлович            | 14.06.1910 — 2001       | Начальник лаборатории НИИ электронных приборов Министерства электронной промышленности СССР, гор. Москва                                             | 26.04.1971      | 03.02.1972   | [ ГС 74 ] |
| 74        | Фозилов Хукмидин                      | 23.12.1947 —            | Механик-водитель хлопкоуборочной машины совхоза № 4 Яванского района Курган-Тюбинской области                                                        | 26.02.1981      | 14.11.1988   | [ ГС 75 ] |
| 75        | Хайруллин Шейхи Шайхатарович          | 1909 — ????             | Директор Оренбургского научно-исследовательского института молочно-мясного скотоводства Министерства сельского хозяйства СССР                        | 31.12.1961      | 11.06.1964   | [ ГС 76 ] |
| 76        | Хизанейшвили Дмитрий Ильич            | 1919 — ????             | Звеньевой колхоза имени Берия Маяковского сельсовета Маяковского района Грузинской ССР                                                               | 09.08.1949      | 14.07.1953   | [ ГС 77 ] |
| 77        | Цепура Максим Степанович              | 19.01.1902 — ?          | Директор мясного совхоза «Кокпектинский» Министерства совхозов СССР, Кокпектинский район Семипалатинской области                                     | 03.05.1948      | 19.07.1963   | [ ГС 78 ] |
| 78        | Чарыев Амандурды                      | род. 13.04.1933         | Бригадир совхоза «Байрам-Али» Байрам-Алинского района Туркменской ССР                                                                                | 30.04.1966      | 02.08.1988   | [ ГС 79 ] |
| 79        | Чирков Борис Николаевич               | 09.01.1906 — 29.11.1978 | Директор горно-металлургического комбината № 6 Народного Комиссариата внутренних дел СССР, Ленинабадская область                                     | 29.10.1949      | 16.01.1959   | [ ГС 80 ] |
| 80        | Шамрай Сидор Михайлович               | 1880 — ????             | Звеньевой колхоза «Новый путь» Канского района Красноярского края                                                                                    | 21.02.1949      | 19.08.1950   |           |
| 81        | Шарипов Бобошо                        | 1906 — ????             | Председатель колхоза имени Хрущёва Кулябского района Таджикской ССР                                                                                  | 17.01.1957      | 12.12.1964   | [ ГС 81 ] |
| 82        | Шораев Оспан                          | 15.05.1907 — 18.08.1979 | Председатель колхоза «Овцевод» Шаульдерского района Южно-Казахстанской области                                                                       | 12.07.1949      | 23.11.1953   | [ ГС 82 ] |
| 83        | Штанько Николай Сергеевич             | 04.02.1904 — ????       | Председатель колхоза имени Фрунзе Зачепиловского района Харьковской области                                                                          | 07.05.1948      | 11.01.1950   | [ ГС 83 ] |
| 84        | Щёлоков Николай Анисимович            | 26.11.1910 — 13.12.1984 | Министр внутренних дел СССР, генерал армии, гор. Москва                                                                                              | 25.11.1980      | 12.12.1984   | [ ГС 84 ] |
| 85        | Юсупов Искандар                       | 09.05.1931 — ????       | Бригадир колхоза имени Аваза Утара Янгиарыкского района Хорезмской области                                                                           | 01.03.1965      | 21.05.1987   | [ ГС 85 ] |
| 86        | Якшин Андрей Филиппович               | 1921 — ????             | Звеньевой колхоза имени Сталина Селидовского района Сталинской области                                                                               | 17.06.1949      | 24.05.1967   | [ ГС 86 ] |

## Лица, в отношении которых Указ о присвоении звания Героя Социалистического Труда отменён
| №  | Фамилия, имя, отчество          | Даты жизни              | Занимаемая должность                                                                                 | Дата присвоения | Дата лишения | ГС         |
| -- | ------------------------------- | ----------------------- | --- | --------------- | ------------ | ---------- |
| 1  | Абдубочанова Куляй              | 1890 — ????             | Звеньевая колхоза «Каирма» Ворошиловского района Фрунзенской области                                 | 26.03.1948      | 23.02.1952   | [ ГС 87 ]  |
| 2  | Авчян Ювараш Акопович           | 1903 — 21.01.1961       | Председатель колхоза «III Интернационал» Октемберянского района Армянской ССР                        | 14.06.1950      | 05.03.1955   | [ ГС 88 ]  |
| 3  | Алиев Сади Акперович            | 1922 — ????             | Звеньевой колхоза «Социализм» Марнеульского района Грузинской ССР                                    | 05.08.1949      | 15.02.1954   | [ ГС 89 ]  |
| 4  | Арахамия Мачути Александровна   | ???? — ????             | Колхозница колхоза «Ингири» Зугдидского района Грузинской ССР                                        | 19.07.1950      | 24.02.1953   | [ ГС 90 ]  |
| 5  | Ахметов Ауез                    | 1904—1999               | Председатель колхоза имени Панфилова Арысского района Южно-Казахстанской области                     | 12.07.1949      | 26.02.1954   | [ ГС 91 ]  |
| 6  | Бадтиев Ахамбек Адыльгериевич   | 1905 — ????             | Председатель Пригородного райисполкома Северо-Осетинской АССР                                        | 09.03.1948      | 17.12.1949   | [ ГС 92 ]  |
| 7  | Гуриев Елизар Ваноевич          | 1912 — ????             | Заведующий райотделом сельского хозяйства Пригородного района Северо-Осетинской АССР                 | 09.03.1948      | 17.12.1949   | [ ГС 93 ]  |
| 8  | Давронов Гани                   | ???? — ????             | Звеньевой колхоза имени Карла Маркса Паст-Даргомского района Самаркандской области                   | 21.07.1950      | 06.12.1952   |            |
| 9  | Дородный Николай Петрович       | 05.05.1902 — ????       | Председатель колхоза «Красный Восток» Калининского района Фрунзенской области                        | 26.03.1948      | 19.12.1952   | [ ГС 94 ]  |
| 10 | Естебесова Шаир                 | 1900 — ????             | Звеньевая колхоза «Каирма» Ворошиловского района Фрунзенской области                                 | 26.03.1948      | 23.02.1952   | [ ГС 95 ]  |
| 11 | Иосава Евсевий Александрович    | 01.05.1910 — ????       | Главный агроном отдела сельского хозяйства Хобского района Грузинской ССР                            | 05.08.1949      | 05.03.1952   | [ ГС 96 ]  |
| 12 | Иргашев Раджаб                  | ???? — ????             | Звеньевой колхоза имени Карла Маркса Паст-Даргомского района Самаркандской области                   | 21.07.1950      | 06.12.1952   |            |
| 13 | Исмаилов Абдуразак              | 1903 — ????             | Звеньевой колхоза имени Карла Маркса Пастдаргомского района Самаркандской области                    | 18.05.1949      | 06.12.1952   |            |
| 14 | Калагов Григорий Владимирович   | 23.03.1910 — ????       | Секретарь Пригородного райкома ВКП(б), Северо-Осетинская АССР                                        | 09.03.1948      | 17.12.1949   | [ ГС 97 ]  |
| 15 | Камолов Умар                    | ???? — ????             | Звеньевой колхоза имени Сталина Шульмакского района Гармской области                                 | 02.06.1948      | 09.02.1949   | [ ГС 98 ]  |
| 16 | Карчава Валериан Сисоевич       | 1914 — ????             | Звеньевой колхоза «Ингири» Зугдидского района Грузинской ССР                                         | 29.08.1949      | 24.02.1953   | [ ГС 99 ]  |
| 17 | Кварацхелия Нуца Феодоровна     | 1918 — ????             | Колхозница колхоза «Ингири» Зугдидского района Грузинской ССР                                        | 01.09.1951      | 24.02.1953   | [ ГС 100 ] |
| 18 | Кирия Гугуни Ираклиевич         | 1918 — ????             | Звеньевой колхоза «Колхида» Зугдидского района Грузинской ССР                                        | 01.09.1951      | 05.03.1952   | [ ГС 101 ] |
| 19 | Корнеев Кузьма Семёнович        | ???? — ????             | Старший конюх совхоза «Ракитное» Министерства совхозов СССР, Кременчугский район Полтавской области  | 07.12.1950      | 19.05.1952?  |            |
| 20 | Кочерга Николай Павлович        | 11.08.1923 — 21.10.2001 | Тракторист колхоза имени Калинина Ершовского района Саратовской области                              | 10.02.1975      | 28.11.1983   | [ ГС 102 ] |
| 21 | Кулуа Мамантий Михайлович       | 1912 — ????             | Бригадир колхоза имени Чарквиани Хобского района Грузинской ССР                                      | 03.05.1949      | 05.03.1952   | [ ГС 103 ] |
| 22 | Латария Валериан Григорьевич    | ???? — ????             | Председатель исполнительного комитета Хобского районного Совета депутатов трудящихся, Грузинская ССР | 05.08.1949      | 05.03.1952   | [ ГС 104 ] |
| 23 | Мамбетова Сукеш                 | 1909 — ????             | Звеньевая колхоза «Каирма» Ворошиловского района Фрунзенской области                                 | 26.03.1948      | 23.02.1952   | [ ГС 105 ] |
| 24 | Надарая Михаил Исидорович       | 1910 — ????             | Председатель колхоза имени Орджоникидзе Хобского района Грузинской ССР                               | 03.05.1949      | 05.03.1952   | [ ГС 106 ] |
| 25 | Нажмудинов Икрам                | 1928 — ????             | Звеньевой колхоза «Большевик» Гиссарского района Сталинабадской области                              | 01.03.1948      | 15.02.1954   | [ ГС 107 ] |
| 26 | Начкебия Дзабико Чончориевна    | ???? — ????             | Колхозница колхоза имени Сталина Квемо-Баргебского сельсовета Гальского района Абхазской АССР        | 19.07.1950      | 05.03.1952   |            |
| 27 | Нестеренко Иван Петрович        | 1898 — ????             | Бригадир колхоза «Новый быт» Минусинского района Красноярского края                                  | 07.01.1948      | 29.08.1951   | [ ГС 108 ] |
| 28 | Нурбаев Мухамедкали             | 1901—1967               | Председатель колхоза «Красная звезда» Джамбулского района Джамбулской области                        | 28.03.1948      | 14.04.1954   | [ ГС 109 ] |
| 29 | Одишария Чака Васильевна        | 1901 — ????             | Колхозница колхоза «Ингири» Зугдидского района Грузинской ССР                                        | 01.09.1951      | 24.02.1953   | [ ГС 110 ] |
| 30 | Пардаев Хамра                   | ???? — ????             | Звеньевой колхоза имени Карла Маркса Паст-Даргомского района Самаркандской области                   | 21.07.1950      | 06.12.1952   |            |
| 31 | Садиров Бимурат                 | 1901 — ????             | Председатель колхоза «Шабаган» Иргизского района Актюбинской области                                 | 07.10.1949      | 26.07.1954   | [ ГС 111 ] |
| 32 | Саринова Джумагуль              | 1915 — ????             | Звеньевая колхоза «Каирма» Ворошиловского района Фрунзенской области                                 | 26.03.1948      | 23.02.1952   | [ ГС 112 ] |
| 33 | Сарсания Луна Мелитоновна       | ???? — ????             | Колхозница колхоза «Ингири» Зугдидского района Грузинской ССР                                        | 01.09.1951      | 24.02.1953   |            |
| 34 | Сиордия Михаил Алексеевич       | 08.02.1909 — ????       | Секретарь Хобского районного комитета Компартии (большевиков) Грузии                                 | 05.08.1949      | 05.03.1952   | [ ГС 113 ] |
| 35 | Суинов Дуисен                   | —                       | Старший табунщик колхоза «Шабаган» Иргизского района Актюбинской области                             | 07.10.1949      | 26.07.1954   | [ ГС 114 ] |
| 36 | Татаришвили Михаил Владимирович | 1913 — ????             | Председатель колхоза имени Чарквиани Хобского района Грузинской ССР                                  | 03.05.1949      | 05.03.1952   | [ ГС 115 ] |
| 37 | Хаджиматов Иргаш                | 1872 — ????             | Звеньевой колхоза имени Карла Маркса Пастдаргомского района Самаркандской области                    | 18.05.1949      | 06.12.1952   |            |
| 38 | Хаитов Халмурат                 | 1905 — ????             | Звеньевой колхоза имени Карла Маркса Пастдаргомского района Самаркандской области                    | 18.05.1949      | 06.12.1952   |            |
| 39 | Чантуриа Григорий Сидоевич      | 1908 — ????             | Бригадир колхоза имени Чарквиани Хобского района Грузинской ССР                                      | 03.05.1949      | 05.03.1952   | [ ГС 116 ] |
| 40 | Чачибая Прокофий Давидович      | 1901 — ????             | Заведующий отделом сельского хозяйства Хобского района Грузинской ССР                                | 05.08.1949      | 05.03.1952   | [ ГС 117 ] |
| 41 | Чикивчук Илья Николаевич        | 1913 — ????             | Звеньевой колхоза имени Матросова Глыбокского района Черновицкой области                             | 26.04.1952      | 26.02.1953   | [ ГС 118 ] |
| 42 | Шарипов Холмат                  | 1912 — ????             | Звеньевой колхоза имени Сталина Ленинабадского района Ленинабадской области                          | 03.05.1949      | 30.01.1954   | [ ГС 119 ] |
| 43 | Шилов Никита Петрович           | 1911 — ????             | Председатель колхоза «Свободный путь» Урджарского района Семипалатинской области                     | 28.03.1948      | 26.02.1954   | [ ГС 120 ] |

## Герои Социалистического Труда, лишённые второй золотой медали «Серп и Молот»
| № | Фамилия, имя, отчество       | Даты жизни              | Занимаемая должность                                                        | Дата присвоения       | Дата лишения | ГС       |
| - | ---------------------------- | ----------------------- | --------------------------------------------------------------------------- | --------------------- | ------------ | -------- |
| 1 | Какабаев Ашир                | 1909 — 27.05.1968       | Председатель колхоза «Большевик» Куня-Ургенчского района Ташаузской области | 05.04.1948 30.07.1951 | 10.12.1952   | [ ГС 1 ] |
| 2 | Надкерничный Юлиан Антонович | 03.12.1905 — 21.08.1990 | Председатель колхоза имени Шевченко Винницкого района Винницкой области     | 28.08.1952 26.02.1958 | 29.05.1961   | [ ГС 2 ] |
| 3 | Тойлиев Ислам                | 1903 — ????             | Звеньевой колхоза «Большевик» Куня-Ургенчского района Ташаузской области    | 05.04.1948 30.07.1951 | 10.12.1952   | [ ГС 3 ] |

## Герои Социалистического Труда, восстановленные в звании

### Повторное присвоение звания Героя Социалистического Труда
| № | Фамилия, имя, отчество         | Даты жизни        | Занимаемая должность                                                                                            | Дата присвоения | Дата лишения | Дата повторного присвоения | ГС       |
| - | ------------------------------ | ----------------- | --- | --------------- | ------------ | -------------------------- | -------- |
| 1 | Твердохлеб Никанор Савватьевич | 12.07.1913 — ???? | Старший агроном зернового совхоза «Тихорецкий» Министерства совхозов СССР, Тихорецкий район Краснодарского края | 11.02.1949      | 26.12.1950   | 31.10.1957                 | [ ГС 4 ] |

### Восстановленные в звании Героя Социалистического Труда после лишения
| № | Фамилия, имя, отчество        | Даты жизни              | Занимаемая должность                                                                                           | Дата присвоения | Дата лишения | Дата восстановления | ГС        |
| - | ----------------------------- | ----------------------- | --- | --------------- | ------------ | ------------------- | --------- |
| 1 | Байрак Михаил Иванович        | 08.11.1926 — 22.03.2001 | Председатель колхоза имени Котовского Криулянского района Молдавской ССР                                       | 10.03.1978      | 13.07.1987   | 16.08.1996          | [ ГС 5 ]  |
| 2 | Джабаров Рахманкул            | 1902—1976               | Председатель колхоза имени Кагановича Кокташского района Сталинабадской области                                | 19.03.1947      | 29.05.1951   | 13.09.1957          | [ ГС 6 ]  |
| 3 | Жантокова Дарига              | 08.03.1918 — 20.09.2011 | Звеньевая бригады колхоза «Красная Звезда» Джамбулского района Джамбулской области                             | 28.03.1948      | 14.04.1954   | 21.04.1959          | [ ГС 7 ]  |
| 4 | Рахимов Бекташ Рахимович      | 1924 — 05.01.2009       | Первый секретарь Андижанского обкома Компартии Узбекистана                                                     | 10.12.1973      | 14.11.1988   | 16.07.1991          | [ ГС 8 ]  |
| 5 | Свинаренко Дмитрий Михайлович | 06.10.1911 — 02.10.1976 | Управляющий рудоуправления имени Дзержинского треста «Дзержинскруда», гор. Кривой Рог Днепропетровской области | 19.07.1958      | 11.10.1963   | 26.12.1969          | [ ГС 9 ]  |
| 6 | Хамраев Наджим Рахимович      | 10.01.1933 — 17.04.2016 | Начальник Главсредазирсовхозстроя при Министерстве мелиорации и водного хозяйства СССР, гор. Ташкент           | 13.03.1981      | 14.11.1988   | 16.07.1991          | [ ГС 10 ] |
| 7 | Хурамшин Талгат Закирович     | 01.05.1932 — 03.03.2019 | Директор Ново-Уфимского нефтеперерабатывающего завода, Башкирская АССР                                         | 20.04.1971      | 04.01.1987   | 07.12.2010          | [ ГС 11 ] |
| 8 | Шаповалов Иосиф Миронович     | 24.10.1904 — 25.01.1978 | Командир 4-го мостового железнодорожного полка Воронежского фронта, подполковник                               | 05.11.1943      | 21.08.1951   | 29.05.1968          | [ ГС 12 ] |
| 9 | Шахурин Алексей Иванович      | 25.02.1904 — 03.07.1975 | Народный комиссар авиационной промышленности СССР, гор. Москва                                                 | 08.09.1941      | 20.05.1946   | 02.06.1953          | [ ГС 13 ] |

### Восстановленные в звании Героя Социалистического Труда после отмены награждения
| № | Фамилия, имя, отчество     | Даты жизни              | Занимаемая должность                                                                                          | Дата присвоения | Дата лишения | Дата восстановления | ГС        |
| - | -------------------------- | ----------------------- | --- | --------------- | ------------ | ------------------- | --------- |
| 1 | Бодур Илья Дмитриевич      | 10.02.1927 — 08.01.2000 | Первый секретарь Вулканештского райкома Компартии Молдавии                                                    | 08.12.1973      | 29.07.1986   | 13.11.1996          | [ ГС 14 ] |
| 2 | Матевосян Самвел Минасович | 24.08.1912 — 15.01.2003 | Начальник производственного геологоразведочного Управления цветной металлургии Совета Министров Армянской ССР | 30.03.1971      | 05.09.1975   | 22.04.1996          | [ ГС 15 ] |
| 3 | Чокой Георгий Степанович   | род. 02.04.1933         | Первый секретарь Фалештского райкома Компартии Молдавии                                                       | 16.03.1981      | 21.05.1987   | 25.09.1996          | [ ГС 16 ] |